# Cefalea postcommotiva
La cefalea postcommotiva, o cefalea post-traumatica (PTC), è una forma di cefalea che appare dopo un incidente stradale o comunque in seguito ad un evento traumatico che interessa il cervello. Solitamente non si mostrano gravi lesioni riguardanti la zona interessata, e neanche perdita di conoscenza.

## Storia
I primi accenni a tale forma cefalica si osservano nel XIX secolo, venne inserita come forma autonoma nel International Headache Classification nel 2004.

## Sintomatologia
Nel quadro clinico che si osserva oltre alla cefalea, si mostrano vertigni, capogiri, diminuzione della capacità di concentrazione, facilità ad irritarsi, tali manifestazioni compaiono nell'arco di una settimana dall'evento.
L'insieme di tali manifestazioni prende il nome di sindrome post-traumatica. La loro durata varia da alcune settimane sino a 6 mesi a seconda dell'evento che ha scatenato la cefalea.

## Esami
Sia l'esame neurologico che le indagini neuroradiologiche sono sempre nella norma.

## Tipologia
Esistono due forme specifiche, la cronica e l'acuta, la differenziazione avviene tramite la soddisfazione o meno di appositi criteri diagnostici.